# 布托错青
布托错青（藏語：ཕུ་ཐོག་མཚོ་ཆེན།，威利转写：phu thog mtsho chen，THL：Putok Tsochen）位于中国西藏自治区昌都市丁青县境内，地处丁青县城丁青镇以北约25公里，他念他翁山南麓。湖面海拔4660米，湖长6.4公里，最大宽3.1公里，平均宽1.4公里，面积9.1平方公里。布托错青与东边的布托错穷合称为布托湖，两湖相距约5公里，湖滨为丁青县的夏季牧场。两湖均属澜沧江流域。